# Dimenticare Darwin
Dimenticare Darwin è un saggio divulgativo del biologo italiano Giuseppe Sermonti, pubblicato per la prima volta nel 1999.

## Storia editoriale
La prima edizione uscì per l'editore Rusconi nel 1999 col sottotitolo Ombre sull'evoluzione. È stato ripubblicato a partire dal 2003 dalla casa editrice Il Cerchio di Rimini, col sottotitolo Perché la mosca non è un cavallo?
È stato tradotto in inglese e pubblicato negli Stati Uniti nel 2005 col titolo Why Is a Fly Not a Horse?, traduzione del sottotitolo delle ultime edizioni.

## Contenuto

### Prologo.Evolution is Dead
L'autore spiega che, secondo la sua concezione, non esiste una teoria scientifica che spieghi l'evoluzione in modo rigoroso senza entrare in contraddizione, e che trova insensato attribuire alla selezione naturale il ruolo di meccanismo di spinta evolutiva dipendente esclusivamente dal caso: per questo rigetta la teoria che definisce "evoluzionismo", ma nega d'essere creazionista:
(Explicit del prologo.)

### I.Vile insetto... di vermi generator
L'autore rievoca gli albori della biologia sperimentale, in particolare gli esperimenti di Redi e Spallanzani che dimostrarono l'insussistenza della generazione spontanea.

### II.Dall'uovo dell'aquila, l'aquila
L'autore definisce la differenziazione dell'uovo a formare l'embrione come "il più grande problema della biologia", e ripercorre il modo in cui fu affrontato nella storia della biologia alla luce delle varie scoperte che si susseguirono.

### III.L'eclissi dell'organismo
L'autore sostiene che la scoperta dei cromosomi alla fine dell'Ottocento e del DNA negli anni Cinquanta del XX secolo abbia spostato l'attenzione dall'organismo ai geni in modo eccessivo. In particolare, accusa i genetisti di aver costruito un "Dogma Centrale" assegnando al DNA il governo assoluto della vita e dell'eredità cellulare. Ciò ha permesso la nascita della disciplina chiamata "ingegneria genetica", i cui risultati sono però considerati dall'autore inferiori alle aspettative.

### IV.La cutrettola là in giardino...
L'autore esamina il rapporto tra il darwinismo originale e il mendelismo, sostenendo che il secondo costituisse in pratica una smentita del primo, per il quale la variabilità genetica sarebbe cambiata moltissimo da una generazione all'altra. Grazie alla loro evidenza sperimentale, le teorie di Mendel furono incorporate nell'evoluzionismo, che attribuì le variazioni nella generazione degli organismi alle mutazioni genetiche, ancora sconosciute ai tempi di Darwin e di Mendel. Tuttavia, l'autore fa notare che la maggioranza delle mutazioni non influenza la morfologia esterna, che in molti casi non è cambiata significativamente da tempi lunghissimi.
(Explicit del capitolo IV)

### V.Imparando il canto innato
L'autore fa la considerazione che, nel caso di certe specie animali altamente specializzate, una morfologia non ancora perfettamente adattata all'ambiente sia uno svantaggio anziché un vantaggio, e avrebbe dovuto essere stata eliminata dalla selezione naturale. Critica perciò il saggio L'orologiaio cieco di Richard Dawkins, che attribuisce le mutazioni genetiche esclusivamente al caso.

### VI.Che cosa fa gatto il gatto e mosca la mosca?
L'autore considera come piccole differenze nel codice genetico, sostanzialmente comune a tutti gli esseri viventi, provochino grandi variazioni morfologiche e fa proprio il termine "equifinalità" coniato da Driesch per definire la capacità di ottenere lo stesso esito morfologico da una diversa base di partenza.

### VII.Il bambino che non voleva crescere
Ricordando una sessione del 1982 della Pontificia Accademia delle Scienze, l'autore considera il recente distacco genetico tra le grandi scimmie antropomorfe e gli ominidi, risalente a non più di 1,3 milioni di anni fa, oltre al fatto che delle prime non vi siano resti fossili che non siano relativamente recenti, come la prova della discendenza di gorilla, scimpanzè e oranghi da un antenato comune di tipo ominide, e non viceversa: si tratterebbe quindi di un'evoluzione regressiva anziché progressiva, tanto più che l'uomo mostrerebbe caratteristiche di tipo "primario-giovanile", più vicine a quelle embrionali, a differenza delle grandi scimmie che hanno caratteristiche più "derivate-senili".

### VIII.Ti posso dire solo quello che sai...
L'autore considera che il cosiddetto adattamento all'ambiente presuppone un'interazione reciproca tra quest'ultimo e le specie che lo popolano, perché esse stesse ne sono degli elementi costitutivi.

### IX.Theos aei geometrei
L'autore esemplifica alcune forme geometriche presenti nel mondo naturale e considera che, essendo presenti tanto nel regno minerale quanto negli organismi viventi, la loro esistenza effettiva preesiste alla loro codifica tramite DNA e RNA.

### X.Le grandi differenze non sono genetiche
L'autore s'interroga su quali siano le cause delle mutazioni del codice genetico. Passa in rassegna i fenomeni dell'evoluzione convergente e parallela, e mostra di apprezzare la "Teoria simbiontica" di Lynn Margulis, poiché ridimesiona l'effetto del caso e della selezione naturale.

### XI.Non c'è corpo senza mente
L'autore si domanda quale sia l'origine biologica dell'anima e sostiene che una qualche forma di questa sia connaturata ad ogni organismo vivente e da essa inscindibile.

### XII.Una matematica per parlare di nuvole
Partendo da considerazioni sui frattali, l'autore contesta la visione riduzionistica della natura e ne contrappone un'altra di tipo più olistico. Cita anche la concezione di François Jacob, secondo cui la natura riutilizzerebbe strutture apparentemente inutili, che ricombinate insieme si rivelerebbero adatte a uno scopo.

### XIII.Proteine di contrabbando
L'autore riprende, illustrandola in dettaglio, la sua opinione sul fallimento sostanziale dell'ingegneria genetica in quanto si sarebbe rivelata incapace di replicare la struttura terziaria delle proteine sintetizzate. Considera una contestazione del suo "Dogma Centrale" anche il fatto che nel morbo di Creutzfeldt-Jakob l'agente infettivo non sia di origine genetica bensì proteica (il prione).

### XIV.Cristalli liquidi e cangianti
L'autore illustra il fatto che la maggior parte delle molecole d'interesse biologico nella cellula sia allo stato di cristallo liquido, e le proprietà a cui sono soggette.

### XV.L'insetto foglia prima delle foglie
L'autore, affrontando l'argomento del mimetismo animale caro ai neodarwinisti, mostra come questi sarebbero in errore citando il caso degli insetti stecco e foglia, apparsi prima delle piante tra le quali si mimetizzano.

### Conclusione
L'autore auspica di avere stimolato la riflessione sulle contraddizioni dell'evoluzionismo e che queste possano essere studiate a fondo da una scienza libera da dogmi e pregiudizi.

## Accoglienza
La prima apparizione del libro è stata sostanzialmente ignorata dagli ambienti accademici a causa delle sue posizioni sull'evoluzionismo considerate eterodosse, e talvolta tacciate di essere apertamente antiscientifiche. A partire dalla sua riedizioni, ha invece ricevuto attenzione in ambienti culturalmente scettici od ostili all'evoluzionismo. La pubblicazione negli Stati Uniti ha suscitato un notevole interesse per il volume negli ambienti creazionistici di quel paese, nonostante l'autore abbia negato esplicitamente di essere un creazionista.

## Edizioni
- Giuseppe Sermonti, Dimenticare Darwin. Ombre sull'evoluzione, collana Problemi attuali. Interventi, Milano, Rusconi, 1999, ISBN 88-18-01166-9.
- Giuseppe Sermonti, Dimenticare Darwin. Perché la mosca non è un cavallo?, collana Gli archi, Rimini, Il Cerchio, 2003, ISBN 88-8474-034-7.
- Giuseppe Sermonti, Dimenticare Darwin. Perché la mosca non è un cavallo?, collana Gli archi, 2ª ed., Rimini, Il Cerchio, 2006, ISBN 88-8474-112-2.
- (EN) Giuseppe Sermonti, Why Is a Fly Not a Horse?, Seattle, Discovery Institute Press, 2005, ISBN 0-9638654-7-1.